# Nicolás Riera
Nicolás Adolfo Guggiana Riera, mais conhecido como Nicolás Riera (29 de Maio de 1985) é um ator e cantor argentino. Se tornou conhecido por participar Casi Angeles, interpretando Juan Morales mais conhecido por Tacho, e por participar da banda Teen Angels, fazendo várias turnês, show, teatros e etc.

## Participações especiais
- Kachorra(2001)
- 099 Central(2002)
- Abre tus ojos(2003)
- Los Roldán(2004)
- El patrón de la vereda(2005)
- Casados con hijos(2006)
- Chiquititas sin fin(2006)

## Telenovelas
- Casi ángeles (2007/2010) como Juan "Tacho" Morales
- Dulce amor (2012) como Lucas